# Lindådra
Lindådra (Camelina alyssum (Mill.) Thell.) är en art i familjen korsblommiga växter. 
Lindådra förekommer som ogräs i linodlingar och på ruderatmark. Den förekommer i fynd från järnåldersboplatser. I början av 1800-talet förekom den sällsynt i Skåne, Halland och Småland. (Karta )
På Gotland påträffades den sista gången 1934, den räknas nu som nationellt utdöd i Sverige.

## Bilder

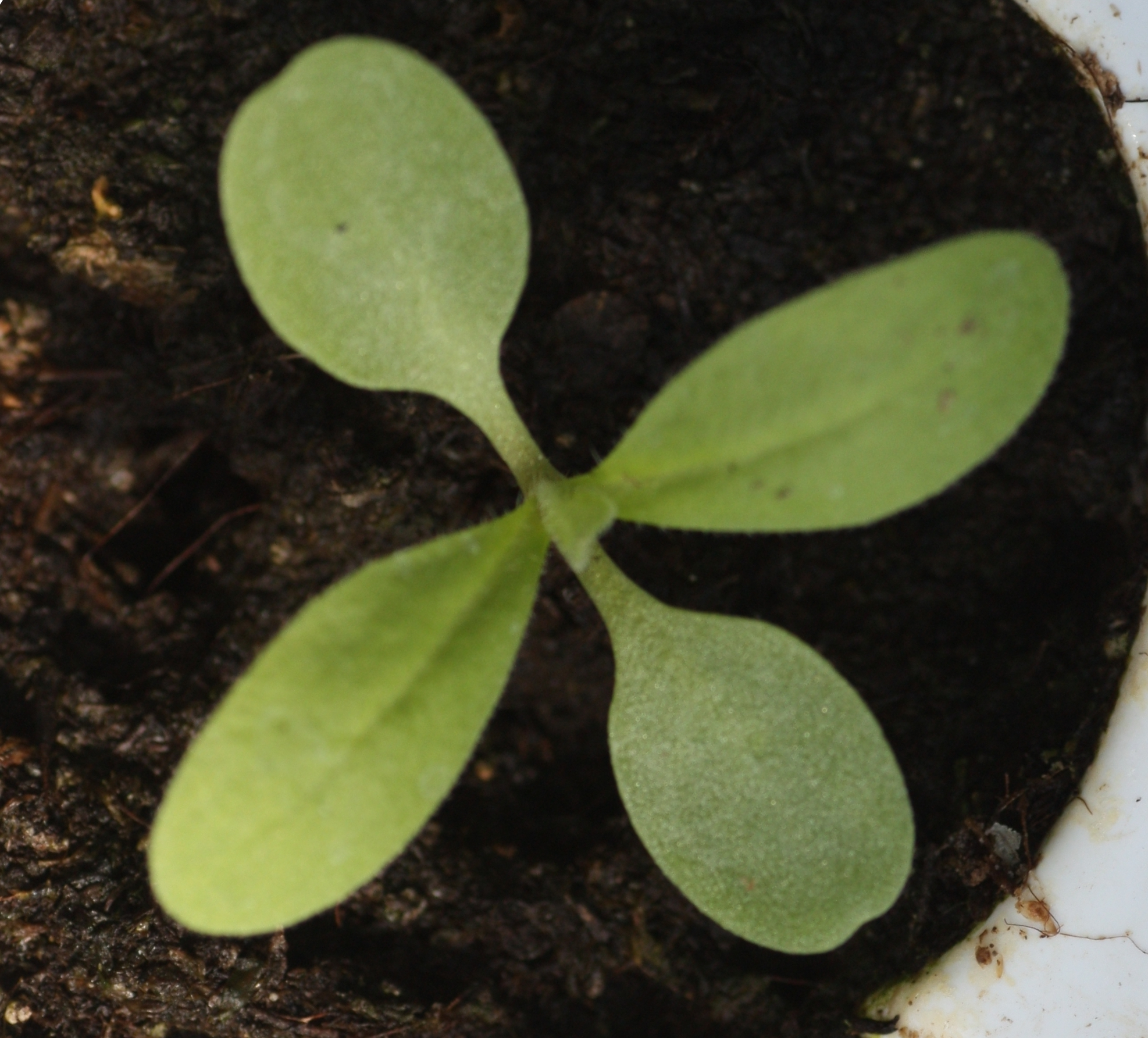
Skott
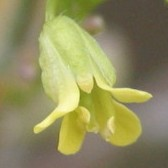
Blomma
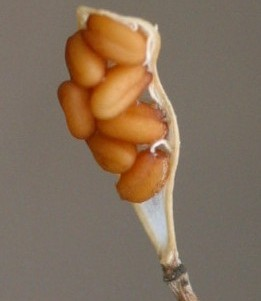
Uppskuren frökapsel